# Cariba Heine
Cariba Heine (Johannesburg, 1988. október 1. –) dél-afrikai származású ausztrál színésznő és táncos. A H2O: Egy vízcsepp elég című tévésorozattal vált világszerte ismertté.

## Fiatalkora
Johannesburgban született. Édesanyja Michelle Heine, édesapja Kevin Heine. Három évesen költözött Sydney-be szüleivel és testvérével Kyle-val.

## Pályafutása
Táncot, valamint színészetet és éneklést tanult a Nemzeti Fővárosi Színésziskolában. Anyja tánciskolájában táncolt. Súlyos csípősérülés után menedzsere javaslatára ideiglenesen befejezte a táncolást.
2006-ban kezdte a színészi karrierjét, szerepelt a H2O: Egy vízcsepp elég című sorozatban, ahol Rikki Chadwicket alakította. 2009-ben szerepelt a Caroline Byrne meggyilkolása című filmben.
2012-ben szerepelt a Csalétek című filmben. Majd a Kerry Packer háborúja című filmben.
2016-ban szerepelt a Makoi hableányok című sorozatban. 2018-ban szerepelt az Otthonunk című sorozatban.

## Filmográfia

### Filmek
| Év   | Magyar cím                   | Eredeti cím                                     | Szerep         | Magyar hang  |
| ---- | ---------------------------- | ----------------------------------------------- | -------------- | ------------ |
| 2016 |                              | Rough Sweat                                     | June           |              |
| 2016 |                              | How'd I Get In This Field                       | Ashley         |              |
| 2012 | Csalétek                     | Bait 3D                                         | Heather        | Lamboni Anna |
| 2012 |                              | Quietus                                         | Alex           |              |
| 2011 |                              | Blood Brothers                                  | Ellie Carter   |              |
| 2010 |                              | At the Tattooist                                | Alex           |              |
| 2009 | Caroline Byrne meggyilkolása | A Model Daughter: The Killing of Caroline Byrne | Caroline Byrne |              |
| 2003 |                              | Ballistic Sessions                              | Amanda         |              |

### Televíziós szerepek
| Év        | Magyar cím                   | Eredeti cím                | Szerep          | Megjegyzések                                                                       |
| --------- | ---------------------------- | -------------------------- | --------------- | ---------------------------------------------------------------------------------- |
| 2020      |                              | The Secrets She Keeps      | Grace           | 6 epizód                                                                           |
| 2018      | Otthonunk                    | Home and Away              | Ebony Harding   | mellékszereplő                                                                     |
| 2017      | A kijelölt túlélő            | Designated Survivor        | Peyton Lane     | 3 epizód                                                                           |
| 2016      | Makoi hableányok             | Mako: Island of Secrets    | Rikki Chadwick  | 2 epizód                                                                           |
| 2016      |                              | Adopted                    | Harriet         | 2 epizód                                                                           |
| 2015      |                              | Hiding                     | Harriet         | 4 epizód                                                                           |
| 2014      |                              | Friendly Advice            | Faith           | 2 epizód                                                                           |
| 2012      | Kerry Packer háborúja        | Howzat! Kerry Packer's War | Delvene Delaney | minisorozat                                                                        |
| 2010–2013 |                              | The Future Machine         | Kate Hill       | mellékszereplő                                                                     |
| 2010–2013 | Táncakadémia                 | Dance Academy              | Isabelle        | mellékszereplő                                                                     |
| 2009      | The Pacific – A hős alakulat | The Pacific                | Phyllis         | 1 epizód magyar hangja Földes Eszter                                               |
| 2008      | Szörfsuli                    | Blue Water High            | Bridget Sanchez | főszereplő magyar hangja Berkes Boglárka                                           |
| 2007      |                              | Stupid, Stupid Man         | Mindy           | 1 epizód                                                                           |
| 2006–2010 | H2O: Egy vízcsepp elég       | H2O: Just Add Water        | Rikki Chadwick  | főszereplő magyar hangja Haffner Anikó (1. szinkron) Simonyi Piroska (2. szinkron) |
| 2005      |                              | Strictly Dancing           | önmaga          | 1 epizód                                                                           |